# Motorværn
Et motorværn (også kaldet et termorelæ) er en type sikring, der ofte består af bimetal, som ved en overstrøm slår fra. Funktionen opnås ved at strømmen løber igennem eller langs med et bimetal; ved opvarmningen bukker metalet grundet forskellige udvidelseskoefficienter i de to metaler. Det er oftest muligt at justere niveauet ved hjælp af en skrue eller lille arm der er forbundet til en fjeder i relæet.
| Elektronik | Spire Denne artikel om elektronik er en spire som bør udbygges. Du er velkommen til at hjælpe Wikipedia ved at udvide den. |